# Max Bauer
Max Hermann Bauer (Quedlinburg, 1869. január 31. – Sanghaj, 1929. május 6.) ezredes, a porosz hadsereg tüzérségi szakértője az első világháború idején, később fegyverkereskedő, a Szovjetunió, Spanyolország, Argentína és a Kínai Köztársaság katonai tanácsadója.

## Pályafutása
Érettségi után jogot kezdett tanulni, de családjának váratlan pénzügyi nehézségei arra kényszerítették, hogy 1888-ban belépjen a 2. von Hindersin gyalogtüzér-ezredbe Swinemündében. 1889-ben a hannoveri katonai iskolában, később a charlottenburgi Tüzérségi és Műszaki Tisztképző Iskolában tanult, majd Berlinben a tüzérségi vizsgáztató bizottság adjutánsa lett. 1905-ben a porosz hadsereg vezérkarának tüzérségi erődítményekkel foglalkozó részlegéhez helyezték, 1908-ban tüzérségi referens Erich Ludendorff mellett.
Pályafutása alatt fejlődött a gyalogsági tüzérség nehéz tüzérséggé, szakértelmével egyre nagyobb befolyásra tett szert. Menedzserként és műszaki tisztként működött, és kitűnő kapcsolatokat épített ki a hadiipari gyárakkal. Hatáskörébe tartozott többek között a Kövér Berta kifejlesztése is.
Az első világháború kitörésekor a legfelső hadvezetéshez rendelték. A liège-i erődítményrendszer lerombolását ő vezette. Jó kapcsolatban állt Ágost Vilmos porosz királyi herceggel, és a vezérkaron belül Erich von Falkenhayn hadügyminiszter ellen szőtt összeesküvést, akit végül Paul von Hindenburg váltott fel. 1916-ban, a pozíciós csaták után felismerték, hogy a német nehézipar gyártmányai nem felelnek meg az állóháború követelményeinek, és hogy a fegyvergyártást teljesen új alapokra kell helyezni a totális háború érdekében. Bauerhez fordultak segítségért, aki az ún. Hindenburg-programban a hadiipar újjászervezésének felelőse lett. Döntő szerepe volt új fegyverek fejlesztésében, működése alatt vetették be a lángszórót. Eredményes volt együttműködése Fritz Haber vegyésszel, az általa kifejlesztett harci gázt nagy mennyiségben vetették be a fronton.
A vesztes háború után  Bauer a radikális jobboldal vezető személyisége lett, és a weimari köztársaság megbuktatásán dolgozott. A Knapp-puccs idején a birodalmi kancellária vezetője volt, a meghiúsult akció után Ausztriába menekült. Trebitsch Ignác, aki együttműködött Bauerral, nyilvánosságra hozta, hogy az egykori katonatiszt Ausztriában sikertelenül szövögetett államcsínyt előkészítő összeesküvéseket orosz emigránsokkal. Hízelgő volt Bauer számára, amikor egy szovjet katonai szaklap közölte néhány tanulmányát, amelyek közül az egyik a vegyi fegyver bevetésről szólt. Ezután Lev Trockij meghívta őt a Szovjetunióba. 1923-ban Moszkvába utazott, ahol Trockijon kívül több, jelentős személyiséggel is találkozott. Bauer „született katonai szervezőnek és vezetőnek“ írta le Trockijt. A mai napig nem világos, hogy Bauert katonai tanácsadóként vonták-e be, vagy német fegyvergyártókkal kerestek kapcsolatot rajta keresztül.
Hazatérése után a spanyol kormány szolgálatába lépett, valószínűleg Hugo Stoltzenberg kémikus közvetítésével, aki Haberrel együtt fejlesztette ki a klór- és mustárgázt, és valamikor szoros kapcsolatban állt Bauerral. Spanyolország növelni akarta gyarmati területét Marokkó északi részén, de 1921-ben megsemmisítő vereséget szenvedett. A tábornokok új módszereket kerestek az expanzió megvalósításához. A versailles-i békeszerződés értelmében Németország nem állíthatott elő vegyi gázokat. Stoltzenberg Hamburgban gyárat alapított (Chemische Fabrik Stoltzenberg) azzal a céllal, hogy megsemmisítse a vegyi anyagokat. Valójában a hadsereg titkos támogatásával tovább folyt a kutatás, és a szükséges alapanyagok előállítása.
A spanyolok rátaláltak Stoltzenbergre, aki szállítani kezdte a szükséges anyagokat Spanyolországba. Feldolgozásukra két gyár létesült a német vegyész irányításával, Madrid és Melilla mellett. A mérges gázok katonai célú bevetéséhez szakértőre volt szükség. Madridban irodát bocsátottak Bauer rendelkezésére, ahol saját konstrukciós terveket dolgozott ki a tüzérség fejlesztésére. A repülőgyártás reformjához együttműködött a dessaui Junkers Flugzeugwerke AG-val, amely jutalékot fizetett Bauernak. Stoltzenberggel együtt fejlesztették ki a gázbombát és gázgránátot. A vegyi gáz harctéren kívüli használatára akkor nyílt alkalom, amikor Dél-Spanyolországot elárasztották a vándorsáskák. A sikeres sáskairtás nagy benyomást tett állítólag Argentína katonai attaséjára, aki meghívta Bauert a mezőgazdasági minisztérium nevében, hogy tartson előadást a gyom- és kártevőirtás modern módszereiről. A meghívás igazi célja az argentin hadsereg újjászervezése és felfegyverzése volt. 1925 nyarán, miután véget ért a spanyol megbízatás, Argentínába utazott, ahol rátalált egykori vezérkari tiszt ismerősére, Wilhelm Faupelre, aki katonai tanácsadói minőségben tartózkodott az országban.
1926-ban a Kuomintang delegációt küldött Ludendorffhoz. A kínai hadsereg modernizálásához kerestek alkalmas katonatisztet, és  Bauer elvállalta a feladatot. Már 1923-ban a Kínába áttelepült Trebitsch Ignácon keresztül kapcsolatba került egy hadúrral, akit viszont megbuktattak, mielőtt még konkrét együttműködés kezdődhetett volna. Bauer 1927 novemberében érkezett meg Kantonba, de csak december végén találkozhatott Csang Kaj-sekkel Sanghajban. Munkáját dél-kínai körutazással kezdte, hogy felmérje a helyzetet, majd Nankingban kezdett dolgozni. Kínai bizottsággal Németországba, Ausztriába, Svájcba és Hollandiába utazott, ahol jól működő ipari kapcsolatai voltak. Egykori katonatiszteken kívül mérnököket, közgazdászokat, közigazgatási szakembereket és orvosokat toborzott, de az 50 szakember közül végül nem utazott mindenki Kínába. 1929 elején Csang Kaj-sek lázadó tábornokokkal került szembe, leverésükhöz Bauer készített sikeres haditervet. Tudósítóként követte a csapatokat, de tífuszt kapott, és három héten belül meghalt.

## Írásai
- Konnten wir den Krieg vermeiden, gewinnen, abbrechen? Drei Fragen mit Antworten, 1918
- Der Irrwahn des Verständigungsfriedens, 1919
- Der 13. März 1920, 1920
- Der große Krieg in Feld und Heimat, 1921
- Wer trägt die Schuld an Deutschlands Unglück?, 1922
- Ludendorff oder Delbrück?, 1922
- Das Land der roten Zaren, 1925